# خوسبا بلوکی
خوسبا بلوکی (اسپانیایی: Joseba Beloki‎؛ زادهٔ ۱۲ اوت ۱۹۷۳) دوچرخه‌سوار اهل اسپانیا است.
از باشگاه‌هایی که در آن رکاب زده‌است می‌توان به ایوسکالتل-ایوسکادی، تیم دوچرخه‌سواری فستینا، تیم اونسه، تیم دوچرخه‌سواری دیرکت انرژی، و سونیر دوال-پرودیر اشاره کرد.